# 陸楫
陸楫（1515年—1552年），字思豫，號小山，明朝政治人物。

## 生平
陸楫出生於正德十年（1515年）九月廿八。他的父親是詹事府詹事兼翰林院学士陸深。
他年幼時學習及寫作表現突出。在他的兄長陸桴於正德十六年（1521年）病逝後，老年喪子而深感悲痛之陸深對陸楫的教育態度慈愛而相對溫和。
嘉靖三年（1524年），他開始成為姚時望的學生，專注於研讀史學經典著作。
在陸深被貶謫至福建延平府擔任同知後，陸楫隨之前往當地，並在閱讀剛寫成之《道南三書》後，仰慕楊龜山、羅豫章、李延平等人之思想論述。
因自小患病體弱，陸深擔憂陸楫身體健康難以承受，在二十歲前後才開始讓他參加科舉。 陸深在山西擔任督學職務後，家中經常聚集當地知名知識份子，刺激了陸楫的學習和寫作能力發展。
嘉靖十四年（1535年），陸楫入學於松江府府學。此後，陸楫起初在科舉上有突出表現，但隨後屢屢結果不理想，情緒心態大受影響。 除閱讀儒家科舉經典等，他也閱讀了許多野史著作。 他的言行舉止和人格表現非常符合當時知識界之傳統儒家價值觀等，備受眾人推崇看好。
嘉靖二十二年（1543年），陸深病情加重，陸楫日夜盡心服侍父親，為父親尋得各地名醫；在父親死去後，他顯得十分哀傷，並盡力為父親處理許多後事。除此之外，他對母親梅夫人也十分照顧。
他過世於嘉靖三十一年壬子（1552年）五月晦日，享年三十八。
陸楫對於當時中國之社會經濟發展，以及不同族群和歷史等，有超越於其身處社會氛圍之觀點。

## 著作
他著有《蒹葭堂稿》、《古今說海》等。

## 家庭
元朝時有陆子順居住在华亭马桥镇，生子陆餘慶。餘慶生德衡，始遷上海。德衡生陆璿，號筠松，生陆平，號竹坡，以子陆深貴追贈官职。陆深，世稱俨山先生。母亲梅氏，封淑人。
陸楫的正室是唐氏，側室瞿氏，生了五個兒子但都很快就死亡，另有一個女兒，嫁给大理评事潘允合子。母親梅夫人使陸楫的從姪兒陸郯蔭襲。

## 外部連結
[在维基数据编辑]
 在维基共享资源阅览影像